# 소니 은행
소니 은행 주식회사(Sony Bank, 일본어: ソニー銀行株式会社)는 2001년 4월에 설립된 일본의 상업은행이다. 다이렉트 뱅크로 운영되며 물리적인 지점이나 ATM이 없다. 일본에서 가장 큰 네오뱅크 중 하나이며, 다국적 대기업인 소니 그룹 주식회사의 금융 사업 부문인 소니 파이낸셜 홀딩스의 자회사이다. 주요 사업은 외화 예금, 투자 신탁, 주택 대출 등을 제공하는 온라인 뱅킹이다.

## 역사
1990년대 후반 일본 규제 완화로 여러 기업이 처음으로 은행 부문에 진출하게 되었다.
소니는 소니 은행을 시작하면서 어려움에 직면했다. 소니 은행이 설립된 2001년에는 일본에서 웹 사용이 미국에 비해 제한적이었다. 당시 매월 인터넷을 이용하는 사람은 2,400만 명에 불과했다. 하지만 회사는 인프라 개선을 낙관했다. 소니는 은행업 진출이 제조 중심에서 영화 및 음악과 같은 콘텐츠 중심으로 전환하는 것과 연관이 있다고 주장했다.
소니는 2000년 3월에 새로운 은행 부문을 발표했다. 은행은 2001년 6월 11일에 영업을 시작했다. 이 회사는 자본 ¥ 375억으로 시작했다. 당시 직원은 약 80명이었다. 영업 시작 후 1시간 만에 340개의 온라인 계좌를 추가했다. 당시 이 회사는 엔화 예금 계좌, 투자 신탁, 카드 대출 및 은행 결제 서비스를 제공했다. 2002년까지 외화 예금 계좌, 신용카드, 주택 대출로 확장하길 희망했다. 또한 고객이 일본우정공사의 현금 자동 입출금기를 사용할 수 있도록 하길 희망했다.
2001년 소니 은행은 2004년까지 40만 명의 고객을 확보하기를 희망했다. 2001년 2월, 이 회사는 52억 달러의 예금을 확보하기를 희망했지만, 3개월 후에는 그 수치를 41억 달러로 하향 조정했다. 2001년 2월, 이 회사는 2006년까지 86억 달러의 예금을 얻는 것을 목표로 했다. 당시 분석가들은 은행 전망에 대해 전반적으로 낙관적이었다. 타워 그룹의 레이먼드 H. 그래버는 이 은행이 소니 파이낸셜 홀딩스의 다른 운영과 시너지 효과를 낼 수 있다고 제안했다. 하지만 고메즈 어드바이저스의 폴 제이미슨은 소니가 제품의 사용 편의성과 우아한 디자인으로 이미 명성을 얻고 있는 점을 감안할 때 고객들이 소니 은행에 대해 높은 기대를 할 것이라고 경고했다.
이시이 시게루가 초대 소니 은행 사장으로 임명되어 재직했다.
2005년 기준 이 회사는 실적 부진을 겪었다.
2007년까지 소니 은행은 50만 명의 고객을 확보했다. 그 해 소니는 전자거래 플랫폼을 추가할 계획이었다.
2011년 소니는 은행 사업을 호주 시장으로 확장하는 것을 고려했지만, 2013년에 그 아이디어를 포기했다.
2019년 소니 은행은 일본의 외국인 거주자 증가에 맞춰 영어 온라인 뱅킹 서비스를 시작했다.

## 소유권
2001년 은행 설립 당시 소니는 은행 지분의 80%를 소유했다. 2005년에는 지분이 84.2%로 상승했으며 소니 파이낸셜 홀딩스가 은행의 중간 지주회사가 되었다.
미쓰이스미토모 파이낸셜 그룹은 회사에 16%의 초기 지분을 소유했으며 소니 은행 고객이 7,600대의 현금 자동 입출금기를 이용할 수 있도록 허용했다. 소니 그룹은 미쓰이 게이레쓰로 간주된다. 미쓰이스미토모는 2005년까지 지분을 12.6%로 줄였다.
2001년 은행 설립 당시 JP모건 체이스는 은행 지분의 4%를 소유했다. JP모건은 일본에서 자산 및 웰스 매니지먼트 서비스를 확장하기를 희망했다. 이 회사는 2005년까지 소유권을 3.2%로 줄였다. 2005년에 전체 지분을 매각했으며, 소니와 사전에 논의했다고 주장했다. JP모건의 매각으로 소니는 소유권을 87.4%로 늘렸다.
2008년 미쓰이스미토모가 나머지 지분을 소니에 매각한 후 소니 은행은 소니 파이낸셜 홀딩스의 완전 소유 자회사가 되었다.